# Урочище Бабка
Уро́чище Ба́бка — ботанічна пам'ятка природи загальнодержавного значення в Україні. Розташована в межах Немішаївської селищної громади Бучанського району Київської області, при східній та південній околиці села Пороскотень.
Площа 78 га. Статус присвоєно згідно з розпорядженням Ради міністрів УРСР № 780-Р від 14.10.1975 року для збереження дубових і дубово-грабових лісів, рідкісних для Київського Полісся.
Територія пам'ятки природи слабко горбиста, розташована в долині річки Стрижень (притока річки Здвиж), перетинається струмками; є ставки. Значну площу займають діброви ліщиново-трясучковидноосокові, що зростають тут на східній межі поширення, також є масиви дубово-грабових лісів з осокою волосистою, зірочником ланцетолистим, яглицею звичайною; в долинах струмків — чорновільшаники.
Росте близько 150 видів судинних рослин. Є весняні ефемероїди, серед яких переважає анемона дібровна, в дубово-грабових лісах — ряст порожнистий і ряст ущільнений. Трапляються рослини, занесені до Червоної книги України — любка дволиста, любка зеленоквіткова, коручка чемерникоподібна, гніздівка звичайна, пальчатокорінник плямистий, зозулині сльози яйцеподібні, лілія лісова, осока затінкова.
За результатами обстеження 2011 року заказник був еталонною природною дібровою, без очевидних порушень природоохоронного режиму. Дослідження кадастрових карт, проведене 2013 року показало, що на території заказника є земельні ділянки, видані з порушенням законодавства, загальною площею близько 7,5 га.

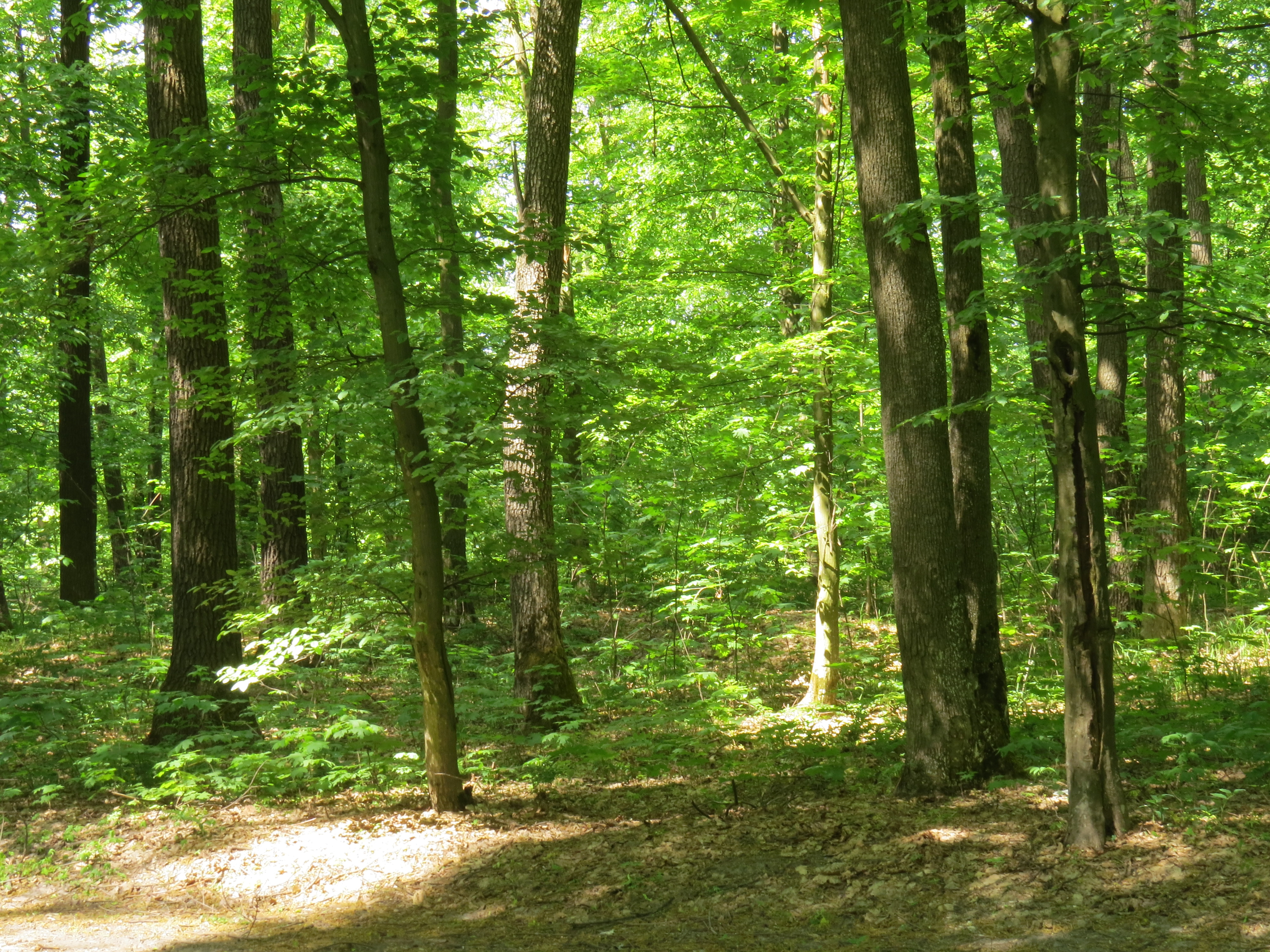
Дубово-грабовий ліс